# شعب الباميليك

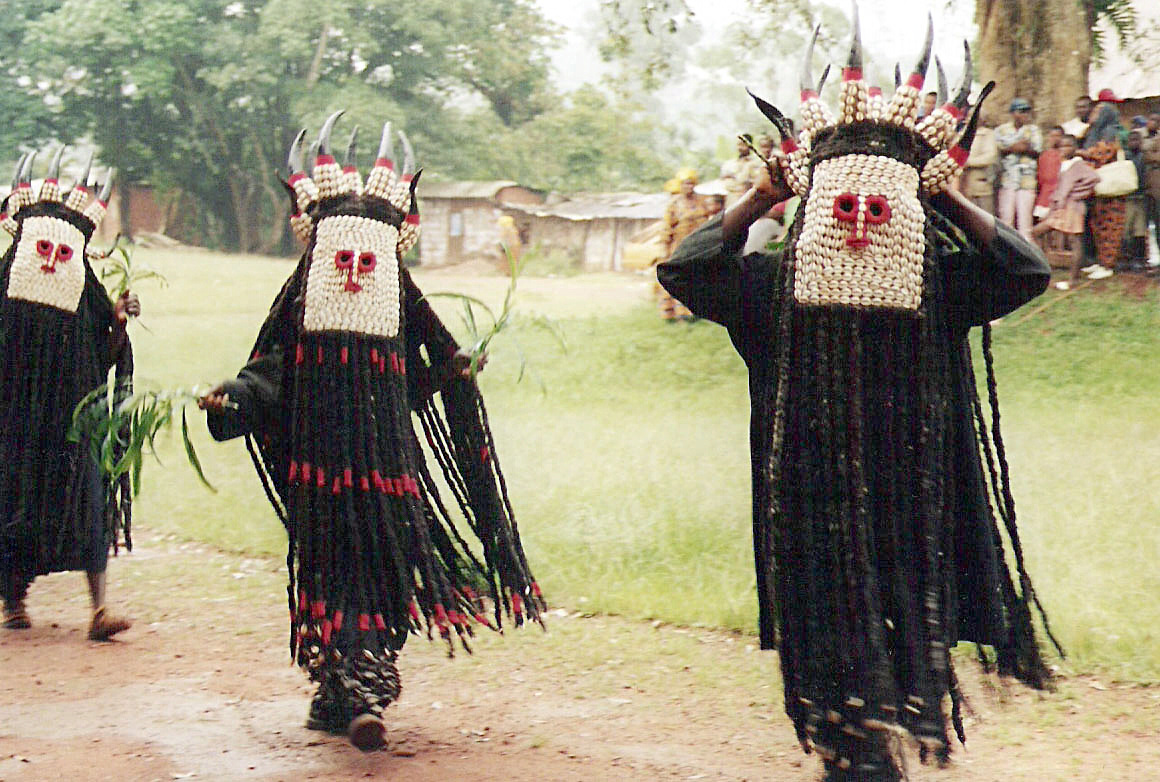

يُعد الباميليك أكبر وأضخم مجموعة عرقية في الكاميرون. هم سكان مناطق الكاميرون الغربية والشمالية الغربية. ويشكلون جزءًا من المجموعة العرقية لشبه البانتو (أو غراسفيلدز بانتو). يُعاد تجميع الباميليك في عدة مجموعات فرعية، كلّ منها بتوجيه من رئيس أو فون. يتحدثون عددًا من اللغات ذات الصلة بفرع البانتويد للعائلة اللغوية للغات النيجرية الكنغوية. ترتبط هذه اللغات ببعضها ارتباطًا وثيقًا، ومع ذلك، تحدد بعض التصنيفات سلسلة لهجوية متصلة من لهجات الباميليك مع سبعة عشر لهجة أو أكثر. يشتهر شعب الباميليك بزيّهم المذهل والمطرّز بشكل معقّد غالبًا، بما في ذلك قناع الفيل المثير للإعجاب.

## المنظومة
يُنظّم الباميليك ضمن عدة مشيخات (أو فوندوم). أبرزها فوندوم بافانغ وبافوسام وباندجون وباهام وبانجانغتي وباواجو ودتشانغ ومبودا. تشترك الباميليك أيضًا في الكثير من التاريخ والثقافة مع الوافدين المجاورين للمنطقة الشمالية الغربية لا سيما منطقة ليبيالم في المنطقة الجنوبية الغربية، ولكن المجموعات مقسّمة منذ تقسيم أراضيها بين الفرنسية والإنجليزية في العصور الاستعمارية.

## التقليد الملكي والفنون
الأزياء التنكرية جزء لا يتجزأ من ثقافة وأسلوب تعبير الباميليك. تُرتدى في المناسبات الخاصة مثل الجنازات ومهرجانات القصر الهامة والاحتفالات الملكية الأخرى. تؤدّى تقاليد الأقنعة من قبل الرجال وتهدف إلى دعم وتقوية السلطة الملكية. 
غالبًا ما تُمثّل قوة ملك باميليك، المسمى فون، بالفيل والجاموس والنمر. تدعي التقاليد الشفوية أن الفون يمكن أن يتحول إما إلى فيل أو ليوبارد عندما يختار. قناع الفيل، يسمى مباب متينجس، قناعٌ بأذن دائرية بارزة ووجه يشبه الإنسان ولوحات زخرفية على الأمام والخلف تتدلى إلى الركبة ومغطاة بشكل عام بالخرز هندسي الشكل الجميل والحاوي على الكثير من المثلثّات. المثلثات متساوية الساقين شائعة الانتشار إذ إنها رمز معروف للنمر. ترفع الزخارف الخرزية والأصداف والبرونز والزخارف الثمينة الأخرى على الأقنعة من مكانة القناع. في بعض الأحيان، يمكن أن يسمح الفون لأفراد المجتمع بتأدية قناع الفيل مع جلد النمر، ما يشير إلى حالة الثروة والمكانة والقوة المرتبطة بهذه الحفلات التنكرية. 
تحظى أقنعة الجاموس بشعبية كبيرة وموجودة في معظم المهام في جميع أنحاء مجتمعات الأراضي العشبية، بما في ذلك الباميليك. إنها تمثل السلطة والقوة والشجاعة ويمكن أن ترتبط أيضًا بالفون. 